# Venetia Burney
Venetia Katharine Douglas Phair, nascida Venetia Burney (Oxford, 11 de julho de 1918 – Banstead, 30 de abril de 2009) foi a primeira pessoa, então com onze anos de idade, a sugerir o nome Plutão para o planeta anão do Sistema Solar, descoberto por Clyde Tombaugh em 1930.
O asteroide 6235 Burney recebeu seu nome. O Student Dust Counter, um instrumento científico da New Horizons, sonda espacial que se dirige à Plutão, também é nomeado em sua homenagem.

## Biografia
Venetia era filha de um pastor, um reverendo-professor de interpretação da Sagrada Escritura em Oxford e neta de um bibliotecário aposentado da Universidade de Oxford, Falconer Madan. Seu tio-avô, Henry George Madan, um acadêmico e professor, mestre em Ciências no Eton College, em 1878 havia sugerido os nomes de Fobos e Deimos para as então recém-descobertas luas de Marte.
Em 14 de março de 1930, Falconer Madan leu no jornal The Times sobre a recente descoberta de um novo planeta e mencionou o fato à neta Venetia, que apesar da pouca idade era então muito interessada em lendas e mitos romanos e gregos. A menina então sugeriu que ele se chamasse Plutão – o deus romano do mundo subterrâneo que se fazia invisível – e Madan, achando a sugestão excelente, passou o nome a seu amigo, o astrônomo Herbert Hall Turner, que o telegrafou a seus colegas americanos no Lowell Observatory, no Arizona, Estados Unidos, onde Tombaugh trabalhava e de onde descobriu Plutão.
Ao receber a sugestão, Tombaugh gostou do nome, porque ele começava com as iniciais do astrônomo Percival Lowell, que anos antes havia previsto a existência do Planeta X, que eles pensaram ser Plutão, porque ele estava coincidentemente naquela posição no espaço quando foi descoberto. Em 1 de maio de 1930, o nome Plutão foi formalmente adotado para o novo corpo celeste e Venetia ganhou cinco libras de presente do avô.
Em 2006, muitas décadas depois, poucos meses antes da reclassificação de Plutão de planeta para planeta anão, quando o debate levantado pela comunidade científica e pela União Astronômica Internacional estava no auge, ela declarou em entrevista: "Na minha idade, eu sou completamente indiferente a este debate, apesar de continuar achando que Plutão é um planeta".
Venetia Burney morreu aos 90 anos de idade, em abril de 2009, na pequena cidade inglesa de Banstead, nas cercanias de Londres.